# 七美嶼燈塔
七美嶼燈塔，又稱七美燈塔，大嶼燈塔或南滬燈塔，是一座位於臺灣澎湖群島七美嶼南角崖頂上的燈塔，興建於1939年，為澎湖地區所有燈塔中最後興建者，隸屬中華民國交通部航港局管轄，燈塔亮度8000燭光，光程達19浬處。

## 沿革
七美嶼周圍海域為巴士海峽與渤海海峽暖流交會之處，為了航行指標考量，及令漁船能夠安全獲取此地龐大的漁業資源，根據昭和14年（西元1939年）總督府告示第285號表示，澎湖廳水產會於澎湖廳望安庄大嶼建設興建大嶼燈塔，建設費共為5,000圓，後在8月3日開始點燈，早年使用電石氣設備。
戰後時期，七美嶼燈塔曾於1960年、1964年大修，並改為電燈發光。1989年交由海關整建後建造宿舍及倉庫，並派人員駐守。

## 燈塔結構與行政諸元

### 燈塔結構諸元
- 塔高：8.3公尺。
- 塔身塗色・構造：混凝土圓塔、外觀漆白，頂層外有環繞陽台。
- 燈高：40.8公尺以高潮面至燈火中心計。
- 燈器：5等電燈。
- 燈質（頻率）：每10秒白聯閃光2次電石閃光燈。
  - 明0.5秒，暗1.0秒。
  - 明0.5秒，暗8.0秒。
- 光力：8,000支燭光。
- 公稱光程：19浬。
- 明弧：228度-158度。

### 燈塔行政諸元
- 管轄機關：燈塔原為中華民國財政部關務署管理，已於2013年1月1日轉交由中華民國交通部航港局管轄。
- 人員編制：2人
- 開放參觀與否：否。

## 關連項目
- 臺灣地區燈塔列表
- 世界燈塔列表（英语：List of lighthouses and lightvessels）
- 日本燈塔50選

## 外部連結
- 七美嶼燈塔 - 澎湖國家風景區 （页面存档备份，存于）
- Spots七美燈塔 - PHSea（页面存档备份，存于）
- 交通部航港局-七美嶼燈塔（页面存档备份，存于）
- 台灣七美嶼燈塔（页面存档备份，存于）
- 台灣海關博物館（页面存档备份，存于）